# Tone (album)
TONE – piąty japoński album studyjny południowokoreańskiej grupy TVXQ, wydany 28 września 2011 roku przez Avex Trax. Ukazał się w trzech edycjach: CD i dwóch CD+DVD (Type A i Type B). Album osiągnął 1 pozycję w rankingu Oricon i pozostał na liście przez 45 tygodni, sprzedał się w nakładzie ponad 331 600 egzemplarzy w Japonii.
Album zdobył status platynowej płyty.

## Lista utworów

### CD
| CD  | CD                                          | CD                              | CD                                                                      | CD                                                               | CD      |
| Nr  | Tytuł utworu                                | Tekst                           | Kompozycja                                                              | Aranżacja                                                        | Długość |
| --- | ------------------------------------------- | ------------------------------- | ----------------------------------------------------------------------- | ---------------------------------------------------------------- | ------- |
| 1.  | „Introduction ~magenta~”                    | Shinjirō Inoue                  | Shinjirō Inoue                                                          | Shinjirō Inoue                                                   | 1:31    |
| 2.  | „B.U.T (BE-AU-TY)”                          | Luna                            | Yoo Young-jin, Ryan Jhun, Antwann Frost                                 | Yoo Young-jin, Ryan Jhun, Antwann Frost                          | 3:35    |
| 3.  | „I Think U Know”                            | Luna                            | Nemin Harambasic, Robin Jenssen, Ronny Svendsen, Anne Judith Wik        | Nemin Harambasic, Robin Jenssen, Ronny Svendsen, Anne Judith Wik | 4:07    |
| 4.  | „Duet”                                      | Shinjirō Inoue                  | Shinjirō Inoue                                                          | Shinjirō Inoue                                                   | 4:19    |
| 5.  | „Thank you my girl”                         | Luna                            | John Paul Lam, Tony Oh, Akil Thompson                                   | John Paul Lam, Tony Oh, Akil Thompson                            | 3:11    |
| 6.  | „Telephone”                                 | Luna                            | Michele Vice-Maslin, C.J. Vanston, Matt Tryggestad                      | Michele Vice-Maslin, C.J. Vanston, Matt Tryggestad               | 3:25    |
| 7.  | „Back to Tomorrow”                          | Shinjirō Inoue                  | The White N3rd, Paul Lewis                                              | The White N3rd, Paul Lewis                                       | 3:39    |
| 8.  | „Why? (Keep Your Head Down)”                | Luna                            | Yoo Han-jin, Yoo Young-jin                                              | Yoo Han-jin                                                      | 4:00    |
| 9.  | „MAXIMUM”                                   | Luna                            | Yoo Young-jin                                                           | Yoo Young-jin                                                    | 3:42    |
| 10. | „I Don't Know”                              | Luna                            | Hitchhiker                                                              | Hitchhiker                                                       | 3:24    |
| 11. | „Superstar”                                 | Luna                            | Lars Halvor Jensen, Johannes Joergensen, Drew Ryan Scott, Lindy Robbins | UTA for Tiny Voice Production                                    | 3:43    |
| 12. | „Shiawaseiro no hana” (jap. シアワセ色の花) | Katsuhiko Yamamoto              | Katsuhiko Yamamoto                                                      | Katsuhiko Yamamoto, Udai Shika (instr. smyczkowe                 | 6:42    |
| 13. | „Easy Mind”                                 | Luna                            | Coach and greensleeves                                                  | Coach and greensleeves                                           | 3:45    |
| 14. | „Weep”                                      | Shinjirō Inoue                  | solaya                                                                  | solaya                                                           | 4:22    |
| 15. | „Somebody To Love -2011 Version-”           | Yoshimitsu Sawamoto, Mai Osanai | Kei Haneoka                                                             | Daisuke Imai, h-wonder                                           | 4:03    |

### Type A
| CD  | CD                                          | CD                 | CD                                                                      | CD                                                               | CD      |
| Nr  | Tytuł utworu                                | Tekst              | Kompozycja                                                              | Aranżacja                                                        | Długość |
| --- | ------------------------------------------- | ------------------ | ----------------------------------------------------------------------- | ---------------------------------------------------------------- | ------- |
| 1.  | „Introduction ~magenta~”                    | Shinjirō Inoue     | Shinjirō Inoue                                                          | Shinjirō Inoue                                                   | 1:31    |
| 2.  | „B.U.T (BE-AU-TY)”                          | Luna               | Yoo Young-jin, Ryan Jhun, Antwann Frost                                 | Yoo Young-jin, Ryan Jhun, Antwann Frost                          | 3:35    |
| 3.  | „I Think U Know”                            | Luna               | Nemin Harambasic, Robin Jenssen, Ronny Svendsen, Anne Judith Wik        | Nemin Harambasic, Robin Jenssen, Ronny Svendsen, Anne Judith Wik | 4:07    |
| 4.  | „Duet”                                      | Shinjirō Inoue     | Shinjirō Inoue                                                          | Shinjirō Inoue                                                   | 4:19    |
| 5.  | „Thank you my girl”                         | Luna               | John Paul Lam, Tony Oh, Akil Thompson                                   | John Paul Lam, Tony Oh, Akil Thompson                            | 3:11    |
| 6.  | „Telephone”                                 | Luna               | Michele Vice-Maslin, C.J. Vanston, Matt Tryggestad                      | Michele Vice-Maslin, C.J. Vanston, Matt Tryggestad               | 3:25    |
| 7.  | „Back to Tomorrow”                          | Shinjirō Inoue     | The White N3rd, Paul Lewis                                              | The White N3rd, Paul Lewis                                       | 3:39    |
| 8.  | „Why? (Keep Your Head Down)”                | Luna               | Yoo Han-jin, Yoo Young-jin                                              | Yoo Han-jin                                                      | 4:00    |
| 9.  | „MAXIMUM”                                   | Luna               | Yoo Young-jin                                                           | Yoo Young-jin                                                    | 3:42    |
| 10. | „I Don't Know”                              | Luna               | Hitchhiker                                                              | Hitchhiker                                                       | 3:24    |
| 11. | „Superstar”                                 | Luna               | Lars Halvor Jensen, Johannes Joergensen, Drew Ryan Scott, Lindy Robbins | UTA for Tiny Voice Production                                    | 3:43    |
| 12. | „Shiawaseiro no hana” (jap. シアワセ色の花) | Katsuhiko Yamamoto | Katsuhiko Yamamoto                                                      | Katsuhiko Yamamoto, Udai Shika (instr. smyczkowe                 | 6:42    |
| 13. | „Easy Mind”                                 | Luna               | Coach and greensleeves                                                  | Coach and greensleeves                                           | 3:45    |

| DVD | DVD                                                | DVD     |
| Nr  | Tytuł utworu                                       | Długość |
| --- | -------------------------------------------------- | ------- |
| 1.  | „Why? (Keep Your Head Down)” (Music Video)         |         |
| 2.  | „I Don't Know” (Music Video)                       |         |
| 3.  | „Superstar” (Music Video)                          |         |
| 4.  | „B.U.T (BE-AU-TY)” (Music Video)                   |         |
| 5.  | „I Don’t Know” (Dance Version)                     |         |
| 6.  | „Superstar” (Dance Version)                        |         |
| 7.  | „B.U.T (BE-AU-TY)” (Dance Version)                 |         |
| 8.  | „Superstar” (PV Off Shot Movie) (First Press only) |         |

### Type B
| CD  | CD                                          | CD                 | CD                                                                      | CD                                                               | CD      |
| Nr  | Tytuł utworu                                | Tekst              | Kompozycja                                                              | Aranżacja                                                        | Długość |
| --- | ------------------------------------------- | ------------------ | ----------------------------------------------------------------------- | ---------------------------------------------------------------- | ------- |
| 1.  | „Introduction ~magenta~”                    | Shinjirō Inoue     | Shinjirō Inoue                                                          | Shinjirō Inoue                                                   | 1:31    |
| 2.  | „B.U.T (BE-AU-TY)”                          | Luna               | Yoo Young-jin, Ryan Jhun, Antwann Frost                                 | Yoo Young-jin, Ryan Jhun, Antwann Frost                          | 3:35    |
| 3.  | „I Think U Know”                            | Luna               | Nemin Harambasic, Robin Jenssen, Ronny Svendsen, Anne Judith Wik        | Nemin Harambasic, Robin Jenssen, Ronny Svendsen, Anne Judith Wik | 4:07    |
| 4.  | „Duet”                                      | Shinjirō Inoue     | Shinjirō Inoue                                                          | Shinjirō Inoue                                                   | 4:19    |
| 5.  | „Thank you my girl”                         | Luna               | John Paul Lam, Tony Oh, Akil Thompson                                   | John Paul Lam, Tony Oh, Akil Thompson                            | 3:11    |
| 6.  | „Telephone”                                 | Luna               | Michele Vice-Maslin, C.J. Vanston, Matt Tryggestad                      | Michele Vice-Maslin, C.J. Vanston, Matt Tryggestad               | 3:25    |
| 7.  | „Back to Tomorrow”                          | Shinjirō Inoue     | The White N3rd, Paul Lewis                                              | The White N3rd, Paul Lewis                                       | 3:39    |
| 8.  | „Why? (Keep Your Head Down)”                | Luna               | Yoo Han-jin, Yoo Young-jin                                              | Yoo Han-jin                                                      | 4:00    |
| 9.  | „MAXIMUM”                                   | Luna               | Yoo Young-jin                                                           | Yoo Young-jin                                                    | 3:42    |
| 10. | „I Don't Know”                              | Luna               | Hitchhiker                                                              | Hitchhiker                                                       | 3:24    |
| 11. | „Superstar”                                 | Luna               | Lars Halvor Jensen, Johannes Joergensen, Drew Ryan Scott, Lindy Robbins | UTA for Tiny Voice Production                                    | 3:43    |
| 12. | „Shiawaseiro no hana” (jap. シアワセ色の花) | Katsuhiko Yamamoto | Katsuhiko Yamamoto                                                      | Katsuhiko Yamamoto, Udai Shika (instr. smyczkowe                 | 6:42    |
| 13. | „Weep”                                      | Shinjirō Inoue     | solaya                                                                  | solaya                                                           | 4:22    |

| DVD | DVD                                                                                     | DVD     |
| Nr  | Tytuł utworu                                                                            | Długość |
| --- | --------------------------------------------------------------------------------------- | ------- |
| 1.  | „2011.02.08 Event ＠Makuhari Messe LIVE Footage” (MAXIMUM / Why? (Keep Your Head Down)) |         |
| 2.  | „JKShooting Off Shot Movie” (Superstar)                                                 |         |
| 3.  | „Album JK Shooting Off Shot Movie”                                                      |         |

## Notowania
| Lista                      | Pozycja |
| -------------------------- | ------- |
| Oricon Weekly Albums Chart | 1       |
| Oricon Yearly Albums Chart | 20      |